# Græske øer
De Græske øer består af en samling af mange øgrupper i det Græske øhav.
Der er over 2.000 øer  i det græske øhav, det er kun de 140 der er beboet  og kun 78 der har mere end 100 indbyggere.
Området er præget af vulkansk aktivitet og jordskælv.
- Dodekaneserne
- Kykladerne
- Saroniske Øer
- Sporaderne
- Nordøst-ægæiske Øer
- Ioniske Øer
- Kreta er lidt uden for nummer, da det er én stor ø, faktisk landets største.
- Evia/Euboia er landets næststørste ø.
- Peloponnes omtales ofte som en ø, men er egentlig en halvø.